# Lateiki
Lateiki, también conocido como Metis Shoal, es un volcán submarino y una isla en formación de Tonga. El nombre Lateiki significa 'petit Late' ya que se encuentra al sur de la isla Late, a medio camino de Kao. Sus coordenadas son: 19°11′S 174°52′O / -19.183, -174.867.
El volcán normalmente está sumergido, pero en diversas ocasiones la actividad volcánica ha formado una isla. Tiene una altitud de 1.500 metros desde la base en el fondo del mar, y se eleva hasta una profundidad entre 3 y 10 m bajo el nivel del mar. La última vez que entró en erupción, en junio de 1995, surgió una isla de 50 a 80 metros de altitud y de 200 a 500 m de ancho. La isla temporal, formada de ceniza volcánica, desapareció con las olas del océano al cabo de dos meses.
La presencia de Lateiki se notó por primera vez en 1851, cuando sobrepasó el nivel del mar. Se han registrado erupciones en los años 1851, 1852, 1858, 1878, 1886, 1894, 1967, 1979 y 1995. Como mínimo en cinco ocasiones se formó una isla (1851, 1858, 1967, 1979 y 1995).
- Datos: Q2994146